# 법률 드라마
법률 드라마는 법률, 범죄사건 혹은 재판과정등 법률과 관련된 내용을 소재로 한 창작물을 말한다. 최근 들어 TV 드라마, 영화등으로 많이 제작되고 있으며 미국에서 많이 제작되고 있다. 대륙법을 따르는 한국과 달리 영미법을 따르는 미국에선 법정에서 피고와 원고간의 공방이 재판과정에 매우 중요하므로 이 과정이 드라마의 단골소재로 쓰이고 있다.    
대표적인 법률 영화로는 어 퓨 굿 맨, 드라마로는 러브 스토리 인 하버드, 보스턴 리걸 등이 있다. 법률 드라마를 소개하는 책으로는 로스쿨의 영화들이 있다.

## 영화

### 재판 관련
- 세븐데이즈 (Seven Days)
- 히어로 (Hero)
- 뉘른베르크 재판
- 클래스 액션
- 행운의 반전(Reversal of Fortune)
- 크리미날 로(Criminal Law)
- 누명(Defenseless)
- 이중함정(Star Chamber)
- 흑막(Rive Droit, Rive Gauche)
- 크레이머 대 크레이머(Kramer vs. Kramer)
- 영광의 길(Paths Of Glory)
- 주어러 (The Juror)
- 단지 그대가 여자라는 이유만으로
- 동경심판
- 엑소시즘 오브 에밀리 로즈
- 룰스 오브 인게이지먼트(Rules of Engagement)
- 타임투킬
- 하이 크라임
- 의뢰인(The Client)
- 문라이트 마일(Moonlight Mile)
- 런어웨이(Runaway Jury)
- 칼리토(Carlito's Way)
- 용감한 변호사 (And Justice for All)
- 래리 플린트 (The People vs. Larry Flynt)
- 데블즈 에드버킷 (The Devil's Advocate)
- 앵무새 죽이기(To Kill a Mockingbird)
- 버팔로가 방황하는 곳(Where The Buffalo Roam)
- 와일드씽(Wild Things)
- 정부(Witness for the Prosecution)
- 어 퓨 굿 맨 (A Few Good Men)
- 데비드게일
- 시빌 액션(A Civil Action)
- 의혹(Presumed Innocent)
- 라스베가스의 공포와 혐오(Fearing and Loathing in Las Vegas)
- 프라이멀 피어(Primal Fear)
- 살인자의 해부(Anatomy of a Murder)
- 아미스타드(Amistad)
- 폴 뉴먼의 선택(Absence of Malice)
- 프랙처(Fracture)
- 피고인(The Accused)
- 아버지의 이름으로
- 12인의 성난 사람들(Twelve Angry Men)
- 레인메이커(Rainmaker)
- 에린 브로코비치
- 아이앰샘
- 케인호의 반란
- 일급 살인 (Murder in the First)
- 앵무새 죽이기
- 나의 사촌 비니 (My Cousin Vinny)
- 필라델피아
- 펠리칸 브리프
- 컨텐더(The Contender)

### 법률 관련
- 하버드의 공부벌레들(The Paper Chase)

## 텔레비전 드라마

### 한국
- 대한민국 변호사
- 동네변호사 조들호
- 러브 스토리 인 하버드
- 슈츠
- 신의 저울
- 저스티스
- 파트너

### 외국
- 더 프랙티스
- 로앤오더: 범죄 전담반
- 보스턴 리걸
- 샤크
- 슈츠
- 앨리 맥빌
- L.A. 로

## 같이 보기
- 범죄물
- 추리물
- 분류:법률 드라마
- 경찰물
- 본격추리물